# التهاب الشغاف بحسب ليبمان ساكس
التهاب الشغاف بحسب ليبمان ساكس (بالإنجليزية: Libman–Sacks endocarditis)‏ هو نوع من أنواع التهاب الشغاف ويترافق مع الذئبة الحمامية. وهي من أكثر الأعراض القلبية شيوعًا المُرافقة في مرض الذئبة الحمامية (أما الأكثر شيوعًا هو التهاب التامور).

## التظاهرات
عادة ما يكون التهاب شغاف ليبمان ساكس نفسه بدون أعراض. يصاب المرضى بشكل شائع بانصمام ثانوي للتنبتات القلبية. ومع ذلك، قد يحدث في بعض الحالات ضعف شديد في الصمامات. قد يصاب مرضى التهاب شغاف ليبمان ساكس بأعراض أخرى للأمراض الأساسية التي أدت لحدوث الحالة بشكل أولي.

### المضاعفات
قد يؤدي التهاب شغاف ليبمان ساكس الأكثر شدة إلى الصمات الشريانية وقصور الصمامات وفشل القلب. يحدث التهاب الشغاف المعدي بشكل أكثر تكرارًا مع المصابين بمرض الذئبة الحمامية.

#### الانصمام
قد تتحرك التنبتات التي تحدث في سياق التهاب شغاف ليبمان ساكس لتشكل صمة، وتسبب الانصمام في أحد أعضاء الجسم (بما في ذلك الانصمام الدماغي الذي يظهر على شكل سكتة دماغية أو نوبة إقفارية عابرة) أو نقصًا في التروية المساريقية (يتظاهر ذلك بألم شديد في البطن) أو انسدادًا في أحد الشرايين المحيطية (يتظاهر ذلك ببرودة الأطراف).

## الأسباب
يحدث التهاب شغاف ليبمان ساكس مترافقًا مع الذئبة الحمامية الجهازية ومتلازمة أضداد الشحوم الفوسفورية والأورام الخبيثة.

### الذئبة الحمامية الجهازية
يترافق التهاب شغاف ليبمان ساكس في مرض الذئبة الحمامية مع التهاب التامور، ووجود الأجسام المضادة لمضادات الكارديوليبين، والتخثرات الشريانية والوريدية، والمظاهر العصبية والنفسية لمرض الذئبة الحمامية. في بعض الحالات، قد يكون التهاب شغاف ليبمان ساكس مسؤول عن إمراضية مرض الذئبة الحمامية، خاصة بوجود متلازمة أضداد الشحوم الفوسفورية المرافقة.

## التشخيص
يجب التفكير بالتهاب شغاف ليبمان ساكس في حالات حدوث الانصمام الخثاري عند المرضى الذين تحت خطر الإصابة بالحالة. يشخص الأطباء الحالة عبر إجراء تخطيط صدى القلب. يجب استبعاد المسببات المحتملة الأخرى (مثل التهاب الشغاف المعدي) من خلال تقييم شامل (تعداد الدم الكامل ووالاختبارات الاستقلابية والزروعات الدموية). يمكن أيضًا تحديد وجود التهاب شغاف ليبمان ساكس بعد الوفاة أثناء تشريح الجثة.

### تخطيط صدى القلب
يعتبر تخطيط صدى القلب التقييم الأساسي لالتهاب شغاف ليبمان ساكس. لتخطيط صدى القلب عبر المريء حساسية وخصوصية أكبر من تخطيط صدى القلب عبر الصدر. في حال سلبية العلامات السريرية لالتهاب شغاف ليبمان ساكس يمكن إجراء تخطيط صدى القلب عبر المريء لتأكيد وجود الحالة.
تتميز التنبتات على الصمامات القلبية والشغاف بحدود غير منتظمة وكثافة صدى غير متجانسة وغياب الحركة المستقلة. عادة ما تكون التنبتات صغيرة، لكنها قد تصل إلى 10 ملم. أكثر مناطق وجودها شيوعًا هي الأجزاء القاعدية والوسطى للصمام التاجي والصمام الأبهري. قد يحدث قصور (ارتجاع الدم من خلال الصمام) أو زيادة في سماكة وريقات الصمام. قد توجد أمراض قلبية أخرى مرتبطة بالسبب الأساسي (الذئبة الحمامية الجهازية).

### التشخيص التفريقي
تشمل التشخيصات التفريقية: مرض الصمامات الروماتيزمية، والورم العضلي الأذيني، ومرض الصمامات التنكسية، والتهاب شغاف القلب المعدي، والتهاب الأوعية الدموية، ومتلازمة الصمات الكوليسترولية، والورم الأرومي الليفي.

## العلاج
يجب مراقبة الحالة لمتابعة تطور التنبتات، ويجب أن يكون العاملون الصحيون على دراية بالمخاطر المحتملة المرتبطة بالحالة.
يوجد ندرة في الأدلة التجريبية على خيارات علاج مرضى التهاب شغاف ليبمان ساكس، ويجب أن يركز العلاج على السبب الأساسي. يوصى بالعلاج المضاد للتخثر في حالات حدوث الانصمام الخثاري السابق للوقاية من التكرارات اللاحقة. قد يحتاج الأطباء إلى التدخل الجراحي في حالة وجود خلل وظيفي كبير في الصمامات.

## الإنذار
غالبًا ما يرتبط التهاب شغاف ليبمان ساكس بمعدلات مراضة ووفيات كبيرة.